# John A. Osborne Airport
John A. Osborne Airport (tot 2008 Gerald's Airport) is de enige luchthaven van het Brits overzees gebied Montserrat. De luchthaven ligt nabij het dorpje Gerald's.

## Geschiedenis
John A. Osborne Airport is opgericht omdat de vorige luchthaven van Montserrat, W. H. Bramble Airport, geheel verwoest werd door een uitbarsting van de vulkaan Soufrière in 1997. De baan is niet op dezelfde plaats herbouwd, omdat op deze oude locatie aan het oosten van het eiland de vulkaan gevaarlijk bleef. In de plaats daarvan werd 8 jaar naar de verwoesting een geheel nieuw vliegveld gebouwd, in de noordelijke punt van Montserrat.
Het vliegveld is in 2005 geopend en kostte 18,5 miljoen Amerikaanse dollars. Een kwart van de totale Montserrataanse bevolking kwam kijken naar de eerste vlucht. Het eerste vliegtuig dat Gerald's Airport aandeed, was een vlucht van het Nederlands-Antilliaanse Winair.
In 2008 veranderde de naam van de luchthaven, Gerald's Airport, in John A. Osborne Airport, ter ere van voormalig premier John Osborne.

## Veerpont
Op 15 oktober 2007 weigerde het brandveiligheidssysteem van Gerald's Airport dienst. Omdat het te gevaarlijk was om te vliegen, werden er geen vluchten meer uitgevoerd. De overheid besloot om een veerpont in te zetten naar Antigua om de bezoekers die dat wilden, toch van of op het eiland te krijgen.